# Erax sedulus
Erax sedulus là một loài ruồi trong họ Asilidae. Erax sedulus được Richter miêu tả năm 1963. Loài này phân bố ở vùng Cổ Bắc giới.